# Novoprîcepîlivka, Petropavlivka
Novoprîcepîlivka (în ucraineană Новопричепилівка) este un sat în comuna Petrivka din raionul Petropavlivka, regiunea Dnipropetrovsk, Ucraina.

## Demografie
Componența lingvistică a localității Novoprîcepîlivka
     Ucraineană (88,24%)
     Rusă (11,76%)
Conform recensământului din 2001, majoritatea populației localității Novoprîcepîlivka era vorbitoare de ucraineană (88,24%), existând în minoritate și vorbitori de rusă (11,76%).